# Copa Latina 2012 (voleibol)
La IV Copa Latina se llevó a cabo del 31 de marzo al 2 de abril de 2012 en el Coliseo Eduardo Dibós, en la ciudad de Lima, Perú. La selecciones de Chile y Perú representaron a la Confederación Sudamericana de Voleibol y las de Cuba y República Dominicana, a la NORCECA.

## Equipos participantes
- Chile
- Cuba
- Perú
- República Dominicana

## Primera fase

### Resultados
| Fecha    | Encuentro                    | Resultado | Set   | Set   | Set   | Set   | Set  | Puntuación total |
| Fecha    | Encuentro                    | Resultado | 1     | 2     | 3     | 4     | 5    | Puntuación total |
| -------- | ---------------------------- | --------- | ----- | ----- | ----- | ----- | ---- | ---------------- |
| 31-03-12 | República Dominicana - Cuba  | 0-3       | 25-19 | 25-11 | 25-19 |       |      | 75-49            |
| 31-03-12 | Perú - Chile                 | 3-0       | 25-10 | 25-4  | 25-10 |       |      | 75-24            |
| 01-04-12 | Cuba - Chile                 | 3-0       | 25-7  | 25-18 | 25-12 |       |      | 75-37            |
| 01-04-12 | Perú - República Dominicana  | 2-3       | 23-25 | 26-24 | 23-25 | 25-20 | 7-15 | 104-109          |
| 02-04-12 | República Dominicana - Chile | 3-0       | 25-14 | 25-11 | 25-15 |       |      | 75-40            |
| 02-04-12 | Perú - Cuba                  | 0-3       | 20-25 | 22-25 | 20-25 |       |      | 62-75            |

### Clasificación
| Pos | Equipo               | PJ | PG | PP | SF | SC | PTS |
| --- | -------------------- | -- | -- | -- | -- | -- | --- |
| 1   | Cuba                 | 3  | 3  | 0  | 9  | 0  | 9   |
| 2   | República Dominicana | 3  | 2  | 1  | 6  | 5  | 5   |
| 3   | Perú                 | 3  | 1  | 2  | 5  | 6  | 4   |
| 4   | Chile                | 3  | 0  | 3  | 0  | 9  | 0   |

## Campeón
| Cuba           |
| Campeón        |
| Cuba 2º título |

## Clasificación general
| Pos | Equipo               |
| --- | -------------------- |
| 1   | Cuba                 |
| 2   | República Dominicana |
| 3   | Perú                 |
| 4   | Chile                |